# فلاویو کالتساوارا
فلاویو کالتساوارا (ایتالیایی: Flavio Calzavara; ۲۱ فوریهٔ ۱۹۰۰ – ۱۰ مارس ۱۹۸۱) کارگردان فیلم و فیلم‌نامه‌نویس اهل ایتالیا بود. وی کارگردان ۲۱ فیلم مابین سال‌های ۱۹۳۹ تا ۱۹۵۶ بوده‌است.

## فیلم‌شناسی
- ناپل گریه می‌کند و می‌خندد (۱۹۵۴)
- ریگولتو (۱۹۵۴)
- El curioso impertinente (۱۹۵۳)
- ده آهنگ عاشقانه (۱۹۵۳)
- گشت امبا آلاگی (۱۹۵۳)
- I due derelitti (۱۹۵۱) Adaptation of the novel by پیر دوکورسل
- Contro la legge (۱۹۵۰)
- مهر قرمز (۱۹۵۰)
- رستاخیز (۱۹۴۴)
- Dagli Appennini alle Ande (۱۹۴۳)
- کارملا (۱۹۴۲)
- The Countess of Castiglione (۱۹۴۲)